# نوادا سیتی (کالیفرنیا)
نوادا سیتی  (به انگلیسی: Nevada City) شهری در شهرستان نوادا، کالیفرنیا ایالت کالیفرنیا است که در سرشماری سال ۲۰۱۰ میلادی، ۳۰۶۸ نفر جمعیت داشته است.

## نگارخانه

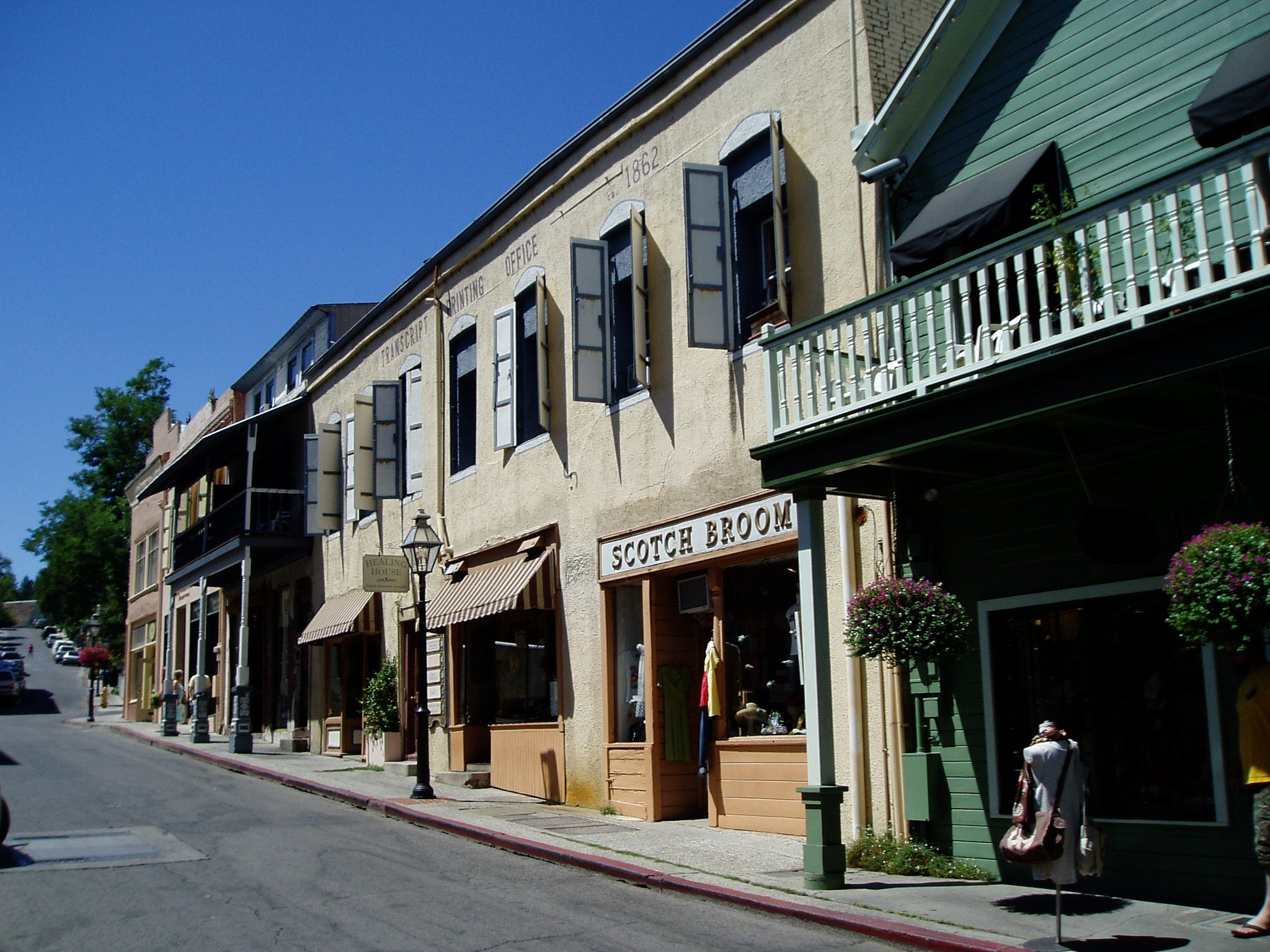
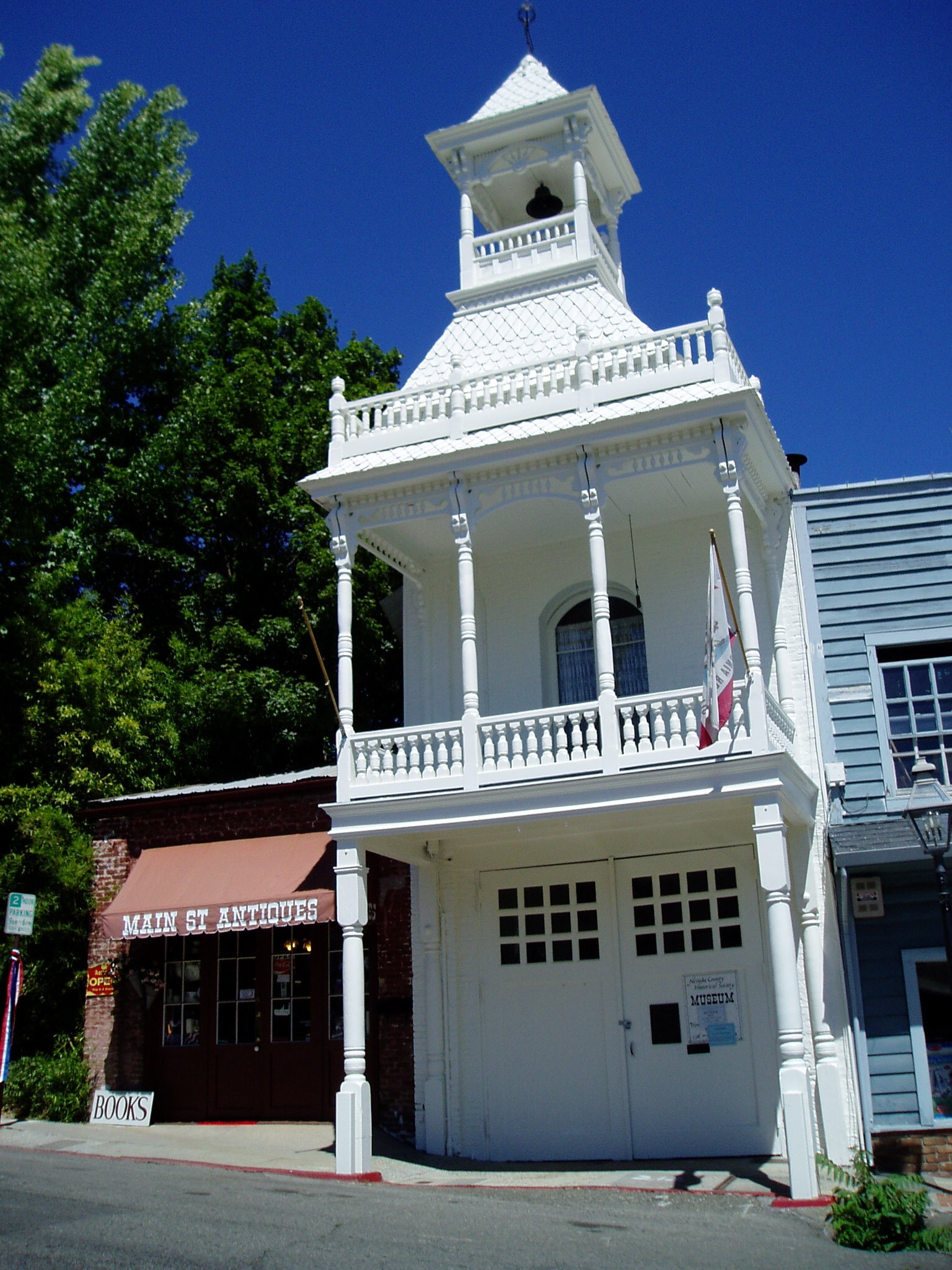
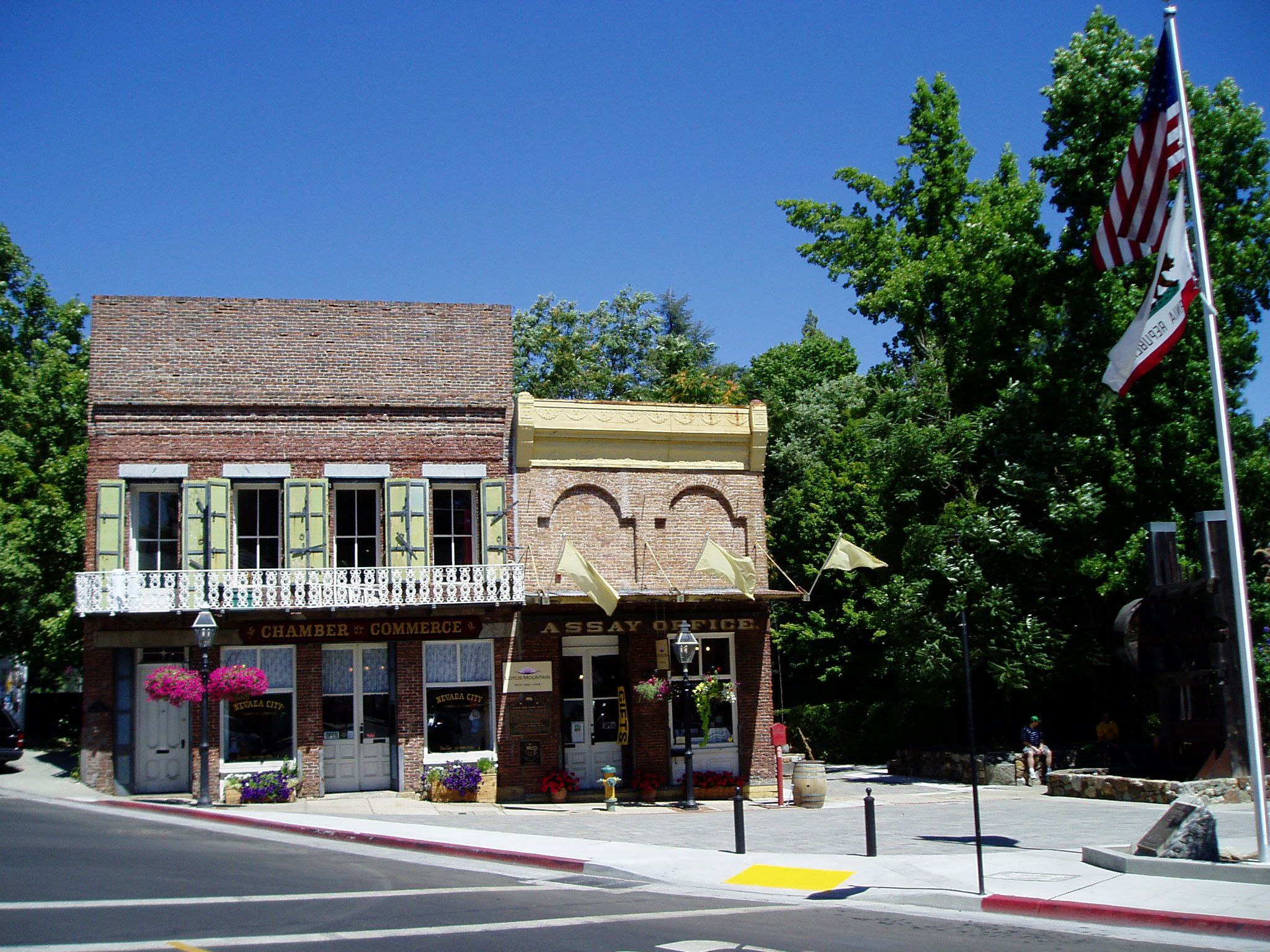